# Kloster Klokoty

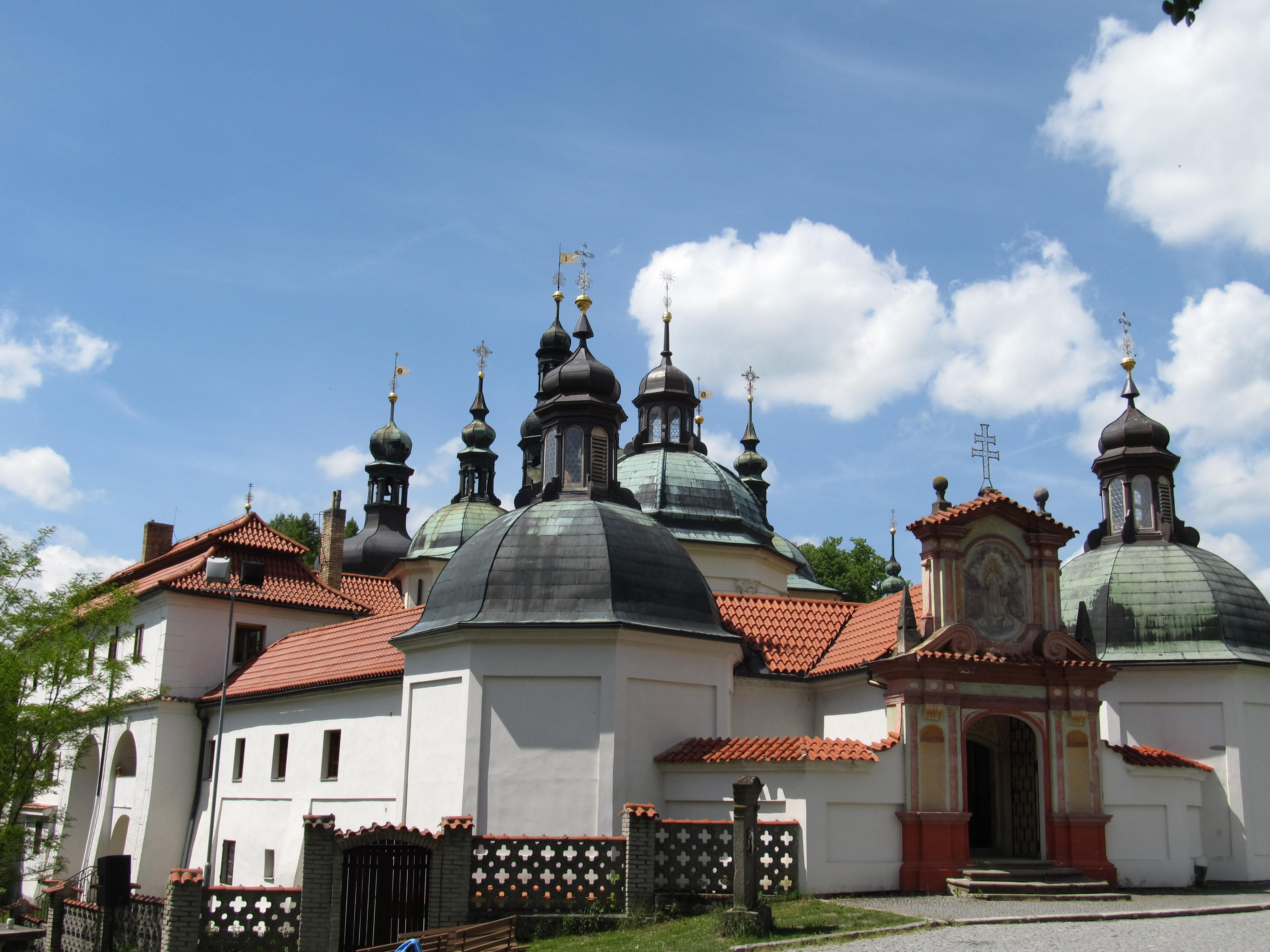
Kloster Klokoty

Wallfahrtsort und Kloster Klokoty befinden sich am Rand der Stadt Tábor (Tschechien) Richtung Písek.

## Geschichte
Im 13. Jahrhundert befand sich auf diesem Hügel eine Festung. Bereits im 14. Jahrhundert entstand eine kleine Wallfahrtskirche, die der hussitische Heerführer Jan Žižka 1421 zerstören ließ, wobei er auch die Verbrennung von etwa 50 Mitgliedern der Pikarden anordnete.
Die Benediktiner erwarben das Areal im Jahr 1679 und errichteten das Kloster in den Jahren 1701 bis 1734. Um diese Zeit wurde die Verwaltung des Klosters den Benediktinern vom Stift Melk übertragen. Die Wallfahrtskirche wird heute von den Oblatenmissionaren betreut.

## Beschreibung
Die 1708 erbaute Kirche der Jungfrau Maria bildet das Zentrum der Anlage. Später wurde unter der Kirche eine Krypta errichtet sowie die Kapellen des Hl. Wenzel und des Hl. Josef.
Die Räume sind von ausgeschmückten Wandelgängen und Arkaden umgeben. In den Ecken befinden sich achteckige Kapellen mit Kuppeln im Stil des Barocks. In der westlichen Seite des Ambiats befindet sich die Kapelle des Johann von Nepomuk mit einer Stuckdecke. In diesen Räumen hängen auch sieben Bilder mit Auszügen aus dem Leben der Jungfrau Maria (1700). Zum Komplex gehört auch die einstöckige Residenz und Barockkapelle, zu der ein Kreuzweg führt.